# Haliimaile
Haliimaile – jednostka osadnicza w Stanach Zjednoczonych, w hrabstwie Maui.